# Matthew Wilson (ciclista)
Matthew "Matt" Wilson (Melbourne, 1 d'octubre de 1977) va ser un ciclista australià que fou professional entre 2001 i 2012. Del seu palmarès destaca el Campionat nacional en ruta de 2004.
Un cop retirat, va passar a la direcció esportiva del seu últim, l'Orica-GreenEDGE.

## Palmarès
- 2001
  - Vencedor d'una etapa del Tour de l'Avenir
  - Vencedor d'una etapa del Volta a la Província de Lieja
- 2002
  - Vencedor d'una etapa del Tour de l'Avenir
  - Vencedor d'una etapa del Herald Sun Tour
- 2004
  -  Campió d'Austràlia en ruta
- 2007
  - 1r al Herald Sun Tour i vencedor d'una etapa
- 2008
  - Vencedor d'una etapa del Tour de Beauce

### Resultats al Tour de França
- 2004. 144è de la classificació general

### Resultats al Giro d'Itàlia
- 2004. 132è de la classificació general
- 2005. 146è de la classificació general
- 2011. Abandona (17a etapa)

### Resultats a la Volta a Espanya
- 2010. 142è de la classificació general